# HP-GL
HP-GL은 휴렛 팩커드 그래픽스 언어(Hewlett-Packard Graphics Language)의 약자로, 흔히 HPGL로 표기되며 휴렛 팩커드(HP)가 개발한 프린터 제어 언어이다. HP-GL은 HP 플로터에서 사용되는 주요 프린터 제어 언어였다. 1977년 플로터 HP-9872와 함께 도입되었으며, 거의 모든 플로터의 표준이 되었다. 휴렛 팩커드의 프린터 또한 일반적으로 PCL 외에 HP-GL/2를 지원한다.

## 설계
이 언어는 일련의 두 글자 코드(기억술)와 그 뒤에 오는 선택적 매개변수로 구성된다. 예를 들어, 페이지에 호를 그리려면 다음과 같은 문자열을 보낸다:
AA100,100,50;
이는 절대 호(Arc Absolute)를 의미하며, 매개변수는 페이지의 절대 좌표 100,100에 호의 중심을 배치하고, 시작 각도는 반시계 방향으로 50 도로 측정된다. 네 번째 선택적 매개변수(여기서는 사용되지 않음)는 호가 얼마나 계속되는지 지정하며, 기본값은 5도이다.
처음 도입되었을 때 HP-GL에는 다음 명령이 포함되어 있었다.
| 명령어              | 의미                                |
| 벡터 그룹           | 벡터 그룹                           |
| ------------------- | ----------------------------------- |
| PA x,y{,x,y{...}}   | 플롯 절대 [i]                       |
| PR x,y{,x,y{....}}  | 플롯 상대 [i]                       |
| PD                  | 펜 내리기                           |
| PU                  | 펜 올리기                           |
| 문자 그룹           |                                     |
| CA n                | 대체 문자 집합 n 지정 [i]           |
| CP spaces, lines    | 문자 플롯 [d]                       |
| CS m                | 표준 집합 m 지정 [i]                |
| DI run, rise        | 절대 방향 [d]                       |
| DR run, rise        | 상대 방향 [d]                       |
| LB c, ..., c        | 라벨 ASCII 문자열 [c]               |
| SA                  | 대체 문자 집합 선택                 |
| SI wide, high       | 절대 문자 크기 [d]                  |
| SL tan θ            | 절대 문자 기울기 (수직으로부터) [d] |
| SR wide, high       | 상대 문자 크기 [d]                  |
| SS                  | 표준 문자 집합 선택                 |
| UC x, y, pen{, ...} | 사용자 정의 문자 [i]                |
| 선 종류 그룹        |                                     |
| LT t{,l}            | 선 종류 t 및 길이 l 지정 [d]        |
| SM c                | 기호 모드 [c]                       |
| SP n                | 펜 선택 [i]                         |
| VA                  | 적응 속도                           |
| VN                  | 일반 속도                           |
| VS v{,n}            | 펜 n의 속도 v 선택 [i]              |
| 디지털화 그룹       |                                     |
| DC                  | 디지털화 지우기                     |
| DP                  | 디지털화 지점                       |
| OC                  | 현재 위치 및 펜 상태 출력           |
| OD                  | 디지털화된 지점 및 펜 상태 출력     |
| 축                  |                                     |
| TL tp{,tn}          | 눈금 길이 [d]                       |
| XT                  | X축 눈금                            |
| YT                  | Y축 눈금                            |
| 설정 그룹           |                                     |
| IP p1x,p1y,p2x,p2y  | p1 및 p2 입력 [i]                   |
| IW xlo,ylo,xhi,yhi  | 입력 창 [i]                         |
| OP                  | p1 및 p2 출력 [i]                   |
| 구성 상태           |                                     |
| AP                  | 자동 펜 픽업 [i]                    |
| DF                  | 기본값 설정                         |
| IM e{,s{,p}}        | e, s 및 p 마스크 입력 [i]           |
| IN                  | 초기화                              |
| OE                  | 오류 출력 [i]                       |
| OS                  | 상태 출력 [i]                       |

| SI w,h | 문자 너비와 높이 설정 |

형식:
- [i]: -32767에서 32768 사이의 정수 형식. 소수점 없음.
- [d]: +/- 127.9999 사이의 십진 형식. 선택적 소수점.
- [c]: ASCII 문자

## 예시
일반적인 HP-GL 파일은 몇 가지 설정 명령으로 시작하여 긴 그래픽 명령 문자열로 이어진다. 파일은 ASCII(텍스트 파일) 형식이었다. 예를 들면:
| 명령어                     | 의미                                                               |
| -------------------------- | ------------------------------------------------------------------ |
| IN;                        | 초기화, 플로팅 작업 시작                                           |
| IP;                        | 스케일링 지점 (P1과 P2)을 기본 위치로 설정                         |
| SP1;                       | 펜 1 선택                                                          |
| PU0,0;                     | 펜을 올리고 다음 동작의 시작점으로 이동                            |
| PD100,0,100,100,0,100,0,0; | 펜을 내리고 다음 위치로 이동 (페이지 주변에 상자 그리기)           |
| PU50,50;                   | 펜을 올리고 X,Y 좌표 50,50으로 이동                                |
| CI25;                      | 반지름 25인 원 그리기                                              |
| SS;                        | 표준 문자 집합 선택                                                |
| DT*,1;                     | 텍스트 구분 기호를 별표로 설정하고 출력하지 않음 (1은 "참"을 의미) |
| PU20,80;                   | 펜을 올리고 20,80으로 이동                                         |
| LBHello World*;            | 라벨 그리기                                                        |

좌표계는 HP 플로터가 지원할 수 있는 최소 단위를 기반으로 했으며, 25 μm (즉, 밀리미터당 40 단위, 인치당 1016 단위)로 설정되었다.
좌표 공간은 양수 또는 음수 부동소수점 숫자, 특히 ±230이었다.

## HP-GL/2
원래의 HP-GL 언어는 선 너비 정의를 지원하지 않았는데, 이 매개변수는 플로터에 장착된 펜에 의해 결정되었기 때문이다. 최초의 잉크젯 플로터가 등장하면서, HP-GL 파일 내에 지정된 "펜"의 선 너비를 프린터에서 설정해야만 어떤 선 너비로 인쇄해야 할지 알 수 있었고, 이는 번거롭고 오류가 발생하기 쉬운 과정이었다. 휴렛 팩커드 그래픽스 언어/2 즉 HP-GL/2가 등장하면서, 선 너비 정의가 언어에 도입되어 이 단계를 없앨 수 있었다. 또한, 다른 개선 사항 중에서도 더 작은 파일과 더 짧은 파일 전송 시간을 허용하는 이진 파일 형식이 정의되었고, 최소 해상도가 감소되었다.
| 명령어    | 의미                                          |
| --------- | --------------------------------------------- |
| NPx       | 펜 수; x=1..256                               |
| PCx,r,g,b | 펜 색상; x=펜, r=빨강, g=녹색, b=파랑, 0..255 |
| PWw,x     | 펜 너비; w=소수점 있는 mm 단위 펜 너비, x=펜  |

## AGL
HP-GL은 베이직 프로그래밍 언어의 확장인 AGL (A Graphics Language)과 관련이 있다. AGL은 휴렛 팩커드 미니컴퓨터에 구현되어 플로터 제어를 단순화했다. AGL 명령은 원하는 그래픽 플로팅 기능을 설명하며, 컴퓨터는 이를 여러 HP-GL 명령으로 플로터에 전달한다.

## 같이 보기
- DMPL, 휴스턴 인스트루먼트의 다른 플로터 언어
- 거버 포맷은 또 다른 플롯 설명 형식이다.
- 로고, HP-GL과 유사한 그리기 명령을 가진 컴퓨터 언어

## 더 읽어보기
- Hewlett-Packard Company, Barcelona Division (September 1996) [1990]. 《The HP-GL/2 and HP RTL Reference Guide - A handbook for Program Developers - Hewlett-Packard Graphics Language/2 - Hewlett-Packard Raster Transfer Language》 draft 2, seco판. Barcelona, Spain: Addison-Wesley Publishing Company. ISBN 0-201-63325-6. HP Part No. 5961-3526, 5959-9733. 2017년 2월 27일에 원본 문서에서 보존된 문서. 2017년 2월 28일에 확인함.